# ألبرتو دي مندوزا
ألبرتو مانويل دي مندوزا (بالإسبانية: Alberto de Mendoza)‏ ممثل سينمائي أرجنتيني (21 يناير 1923 - 12 ديسمبر 2011) ، شارك في مايقارب 114 فيلم، خلال 6 عقود، بين عامي 1940 - 2005. من ابرز أعماله دور (بوجاردوف) القس المجنون في فيلم قطار الرعب 1972 م، إلى جانب الممثل الإنجليزي كريستوفر لي والممثل بيتر كوشنغ، و تيلي سافالاس .

## سيرته
ولد البرتو في حي بلغرانو في بوينس آيرس لأسرة اسبانية الأصل، وفقد والديه وهو في الخامسة من عمره، فانتقل إلى بيت جدته في مدريد بإسبانيا، لكن مع قيام الحرب الأهلية الإسبانية، عاد البرتو إلى بوينس آيرس عام 1938 م.
في الأرجنتين مثل البرتو العديد من الأفلام، أبرزها فيلم (فيلومينا مارتورانو) 1950 مع تيتا ميرلو، المقتبس عن مسرحية ايطالية تحمل ذات الأسم. وفي تلك الحقبة غلب على البرتو دور الشاب المستغِل واللعوب والشرير أحياناً. ومنها كانت شهرته لدى الجمهور في الأرجنتين.على الرغم من أنها ليست أدوار بطولية لكنها مهدت له طريق النجومية. ففي عام 1955 كان لالبرتو دور مميز في فيلم (ليلة فينوس) مع ملكة جمال الأرجنتين إيفانا كيسلينغر والممثلة سوزانا كامبوس و خوسيه سيبريان .
قام البرتو دي مندوزا بدور البطولة في فيلم (المدير) 1958 م (إخراج فرناندو أيالا)، الذي لاقى نجاحاً وقت عرضه، وهو من أشهر أفلامه في الأرجنتين في ذلك العقد. أما في أوروبا فشارك البرتو في العديد من الأفلام الفرنسية والإيطالية والإسبانية والبرتغالية، حيث أصبحت له سيرة مهنية واسعة هناك، خاصة في أفلام الحركة والرعب، كما عمل في المسرح والتلفزيون. وخلال حياته المهنية عمل البرتو مع الكثير من الممثلين الاوروبيين، أبرزهم ألبرتو كلوساس، وسارة مونتيل، وأولغا زوباري، وديليا غارسيس، وإرنستو بيانكو، وجاك بالانس، وإيرين باباس .
توفي البرتو دي مندوزا في مدريد، اسبانيا، في 12 كانون الأول 2011، عن عمر يناهز ال 88 عاماً بعد أن بقي عدة أيام في عيادة «لا لوس» بسبب فشل في الجهاز التنفسي.

## أعماله
- قصة امرأة سيئة. 1948
- رجل واحد. 1949
- فيلومينا مارتورانو. 1950
- ليلة فينوس. 1955
- المدير. 1958
- الأكاديمية البحرية. 1967
- قطار الرعب. 1972

## وصلات خارجية
- ألبرتو دي مندوزا على موقع IMDb (الإنجليزية)
- ألبرتو دي مندوزا على موقع ألو سيني (الفرنسية)
- ألبرتو دي مندوزا على موقع أول موفي (الإنجليزية)
- ألبرتو دي مندوزا على موقع قاعدة بيانات الأفلام السويدية (السويدية)
- ألبرتو دي مندوزا على موقع قاعدة بيانات الفيلم (الإنجليزية)
- ألبرتو دي مندوزا على موقع كينوبويسك (الروسية)